# Gastronomía de Yucatán
Por gastronomía de Yucatán se entiende específicamente la gastronomía del estado Mexicano de Yucatán, aunque en sentido amplio puede referirse a la
gastronomía de la Península de Yucatán, abarcando los estados mexicanos de Yucatán, Quintana Roo y Campeche. La gastronomía de Yucatán tiene una identidad propia y diferenciada de la de las regiones centro y norte de México, esto es debido por el aislamiento geográfico de la península con respecto al resto del país, lo que le confirió características únicas y específicas dentro del conjunto general de la gastronomía de México. 
El maíz, al igual que en toda Mesoamérica, es un componente esencial de la comida yucateca y se consume abundantemente, junto con otros ingredientes como chile, frijol, cebolla, calabaza, cacao, achiote, carne de cerdo, res, pollo, venado, pecarí, pato, pescado, etc. También destacan técnicas de cocción de alimentos únicas de la región como el píib, de origen prehispánico, que sigue siendo practicado tradicionalmente hasta hoy en día.

## Historia
Debido al aislamiento histórico de la península de Yucatán (rodeada en tres partes por agua y con las selvas de Tabasco y Chiapas bloqueándola por tierra hacia el resto del país, durante cuatrocientos años de colonia) la región desarrolló una identidad en muchos sentidos diferente e independiente de la del resto de México, hecho que se refleja en la gastronomía única de la región, mezcla de varias tradiciones culinarias.  
Yucatán es un estado de México con una rica historia y cultura. Esta riqueza se refleja también en su gastronomía, que es una mezcla de sabores y tradiciones de la península de Yucatán, así como de influencias europeas, africanas y caribeñas.
Los ingredientes básicos de la gastronomía yucateca son el maíz, el frijol, el chile y la carne. El maíz es utilizado para preparar tortillas, tamales, sopas y otros platillos. El frijol es una fuente importante de proteína y se suele servir con tortillas o en guisos. El chile es un condimento esencial en la cocina yucateca y se utiliza para dar sabor a una gran variedad de platillos. La carne, por su parte, suele ser de cerdo, pollo o res y se prepara de diversas maneras, como asada, enchilada o guisada.
Según diversas fuentes históricas, entre las que destacan pinturas murales, códices y vasijas pintadas, así como en la evidencia obtenida en investigaciones paleoetnobotánicas, está bien establecido que los mayas precolombinos contaban con una gran cultura culinaria, que incluía entre sus ingredientes tanto especies domésticas como salvajes. Aparte del maíz, los tres vegetales domesticados más importantes eran la calabaza, el chile y los frijoles, mientras que la selva de la zona maya aportaba una buena variedad de frutas y verduras como diversas zapotáceas, anonas, piñuelas, guayabas, tomates y más. Las fuentes de proteína animal disponibles podían ser tanto animales de corral como pavos y algunos faiśanidos, como animales obtenidos mediante la caza como pecaríes, iguanas, tapires, monos y una abundante cantidad de peces. Cabe mencionar que la carne más abundantemente consumida por los mayas precolombinos era el venado cola blanca.
Ya durante la conquista, y según Fray Diego de Landa, en Yucatán fueron los indígenas quienes adoptan primero a los animales de corral europeos, integrándolos pronto a su dieta y platillos: 

Que hacen guisados de legumbres y carne de venados y aves monteses y domesticas, que hay muchas, y de pescados, que hay muchos, y que así tienen buenos mantenimientos, principalmente después de que crían puercos y aves de Castilla.
Fray Diego de Landa, Relación de las cosas de Yucatán

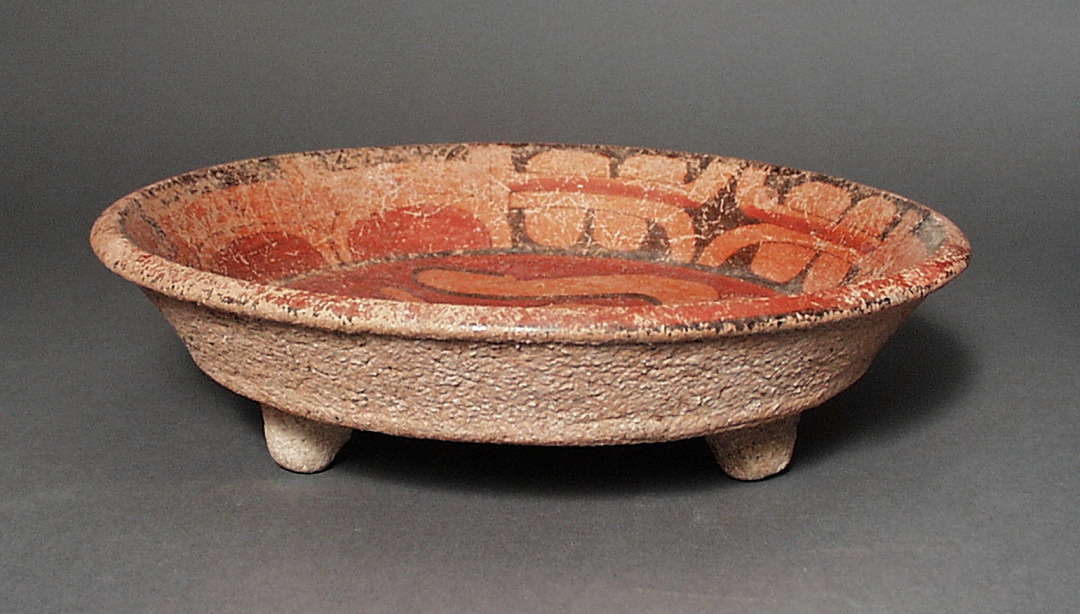
Plato prehispánico para tamales

Debido a su base maya, un lugar preponderante en  la comida Yucateca lo ocupa el maíz. El Popol Vuh, libro sagrado de los mayas, dice que el hombre fue creado del maíz, base y alimento primario del pueblo Maya.

"...y así encontraron la comida y esta fue la que entró en la carne del hombre creado, del hombre formado; esta fue su sangre, de esta se hizo la sangre del hombre. Así entró el maíz [en la formación del hombre] por obra de los Progenitores."

Establecido el precedente de la comida prehispánica maya, el germen de la comida yucateca propiamente dicha se da con la llegada de los españoles, que traen consigo su propia tradición culinaria (con influencias mediterráneas, árabes y africanas) resultando en un sincretismo que da lugar a lo que hoy conocemos como comida yucateca.  
Ya en el siglo XX, la cocina yucateca (ya establecida como una tradición en sí misma) recibe directamente  la influencia de la cocina árabe, a manos de inmigrantes sirios y libaneses. Quienes contribuyen aportando muchos de sus platos como Kibbe (que en Yucatán se elabora de carne de cerdo y se denomina kibi) y las "piedras" de masa de maíz frita.
Tenemos entonces que - dada la variedad sincrética de las raíces culinarias que la conforman - la cocina Yucateca es bastante ecléctica en sus ingredientes y técnicas, incluyendo tanto platillos netamente indígenas como los papadzules como platillos de corte español como el potaje de lentejas y platos que son una auténtica mezcla de tradiciones como el queso relleno, que se elabora con queso edam importado de Holanda, se rellena de picadillo de cerdo tipo español y es aderezado con una salsa de tomate tradicional maya con chile habanero. Es esta mezcla de ingredientes y técnicas lo que hace de la comida yucateca una de las más complejas y apreciadas de México.

## Principales ingredientes
Algunos de los ingredientes más característicos de la gastronomía yucateca son: la pepita de calabaza, el orégano maya, la cebolla morada, la naranja agria, el chile dulce, la lima, el achiote, el chile xcatik, el chile habanero (DOP) y el cilantro, entre otros.

## Platillos más reconocidos

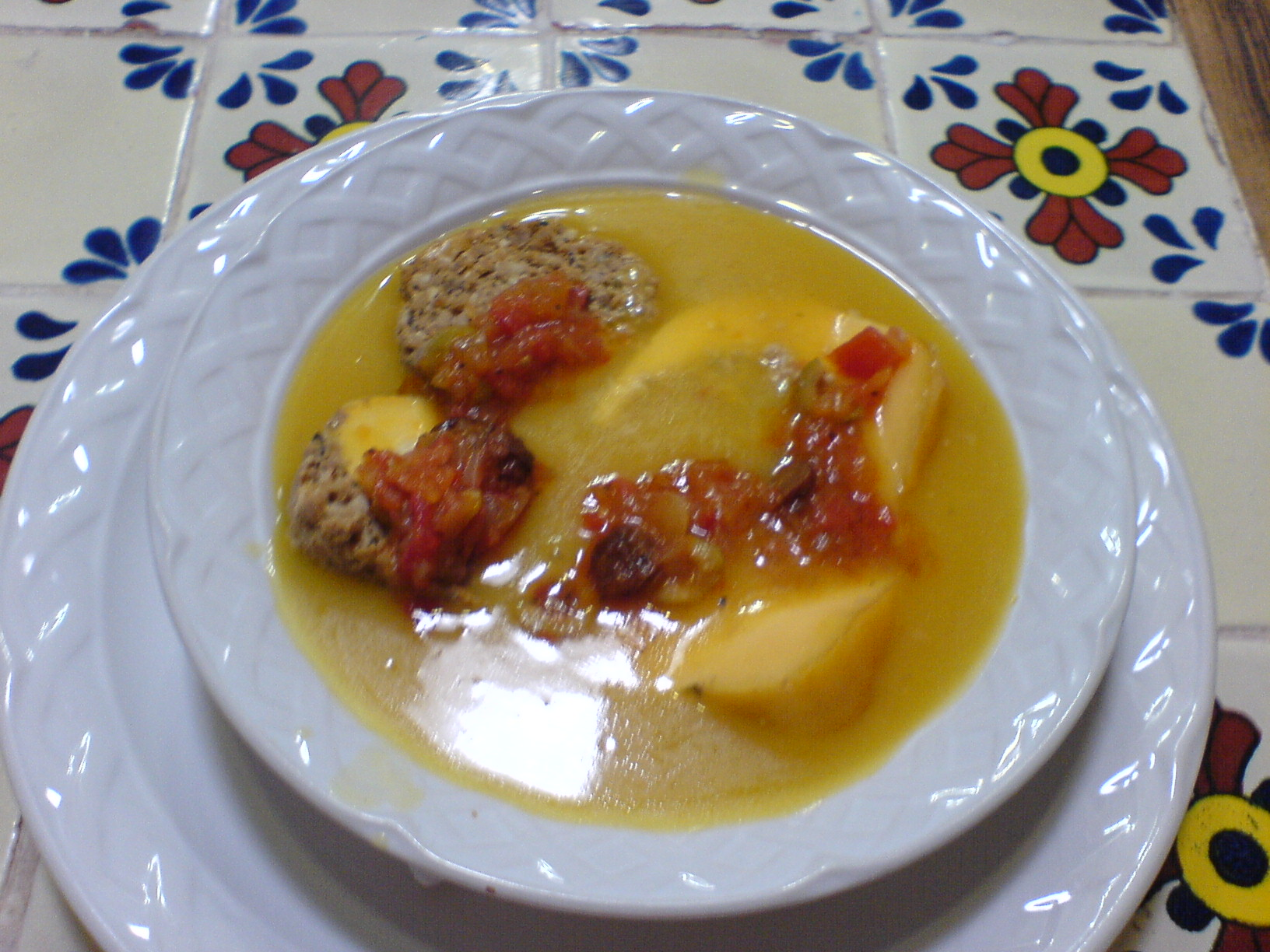
Queso relleno a la yucateca.

Algunos de los platillos más conocidos son:
- Cochinita pibil: Carne de cerdo marinada en achiote, jugo de naranja agria, ajo, sal, pimienta y diversas especias; envuelta en hojas de plátano y horneada bajo tierra (pib'il). Se acompaña de chile habanero fresco y cebolla acitronada en naranja agria o vinagre blanco. Es tal vez el platillo yucateco más famoso del mundo, ya que millones de turistas al año lo consumen en la denominada Riviera Maya y esto le ha dado fama internacional.[9]
- Relleno negro: Carne de pavo o pollo, hervida con especias y después ahogada en una especie de gravy de chiles secos rojos quemados al punto de carbón (este gravy es propiamente denominado Chirmole, chilmole o 'boox kol' en lengua maya). El relleno negro incluye albóndigas de carne de cerdo ('But') aderezadas con recado negro (ver más abajo) rellenas de huevo cocido. Este plato tiene un intenso color negro y es picante, pero no tanto como los platillos hechos con chile habanero.[10] Se sirve tanto como plato fuerte como en emparedados, tacos, salbutes y empanadas.[11]
- Poc chuc: Carne de cerdo fileteada y asada, marinada con naranja agria, agua tibia y sal, acompañada de cebolla asada picada, frijol negro colado y sazonada con ajo y pimienta negra. A veces se le acompaña con una salsa llamada X'nipec ('nariz de perro'), que consta de jugo de naranja agria, tomate, cebolla y cilantro.
- Salbutes y Panuchos. Los salbutes consisten en tortilla de maíz frita en aceite o manteca de cerdo, servida con lechuga, tomate en rodajas, cebolla curtida, carne de pavo o pollo y aguacate. Los panuchos son muy parecidos a los anteriores, con la diferencia de que estos cuentan con una tortilla crujiente rellena de frijoles (también se le puede poner encima tiritas de pavo, cebolla y tomate).
- Brazo de reina : El brazo de reina[12][13] o dzotobilchay (en idioma maya) es un platillo típico dentro de la gastronomía yucateca hecho a base de maíz, chaya, huevo, pepita y tomate. Su presentación es como un tamal gigante, envuelto en hoja de plátano, bañado en una salsa hecha a base de tomate y epazote, que se rebana para servirse. Es un platillo muy común en tiempos de cuaresma, así como en el día de muertos.[14]
- Frijol con puerco: Carne de puerco cocida en frijol negro, servido con arroz, y acompañado de chiltomate o chilmole (salsa de tomate, chiles y especias), rábano, cilantro y cebolla morada.
- Escabeche oriental: Pavo marinado en una mezcla de vinagre, cilantro, sal, pimienta, comino, clavos, canela, ajo y cebolla.
- Papadzules: Tacos de huevo duro, cubiertos de una pasta de pepita de calabaza molida, salsa de tomate y cebolla.
- Mukbil pollo: Es un tipo de tamal o pastel de carne de pollo o de gallina, rodeado de una  masa hecho de maíz nixtamalizado, aderezado con un gravy 'kol' de tomate especiado y enterrado para su cocción lenta, envuelto en hojas de plátano (esta técnica es denominada en maya 'pib'y debido a esto, este plato es a veces denominado simplemente pib'). Es la comida tradicional del Janal pixán o la comida del día de muertos, el 2 de noviembre. A fechas recientes se han agregado más variedades de rellenos a la receta original, por lo que es posible encontrar 'pibes' de jamón y queso[15] y en su variedad vegana, usando grasa vegetal en vez de manteca.
- Huevos motuleños: Dos huevos estrellados sobre una tostada cubierta de frijoles negros molidos y refritos, se adereza con salsa de tomate, jamón picado y queso panela cortado en cubitos, se sirve con rebanadas de plátano macho frito.
- Tsi'ik de venado: Carne de venado cocida y deshebrada, con jitomates, rábanos, cilantro y cebolla morada picados, con jugo de naranja agria, aderezado con chile habanero y sal al gusto.
- Sopa de lima: Caldo con un toque cítrico proveniente de una variedad Yucateca de lima agria. va acompañado de pollo, jitomate, pimiento morrón, cilantro, totopos y más ingredientes que le dan un sabor característico.[16]
- Queso relleno: Queso holandés Edam, relleno de un picadillo de carne molida con almendras, pasitas, aceitunas, alcaparras, pimiento y varios condimentos, bañado en una salsa blanca conocida como kol (pebre) y otra de tomate conocida como chiltomate.[17] Este plato tiene como origen el Keshi Yena, plato típico de la comida de Curazao, teniendo la receta yucateca origen en Chetumal, ciudad a la que se le da el crédito de su creación y la aportación de este platillo a la gastronomía yucateca.[18]

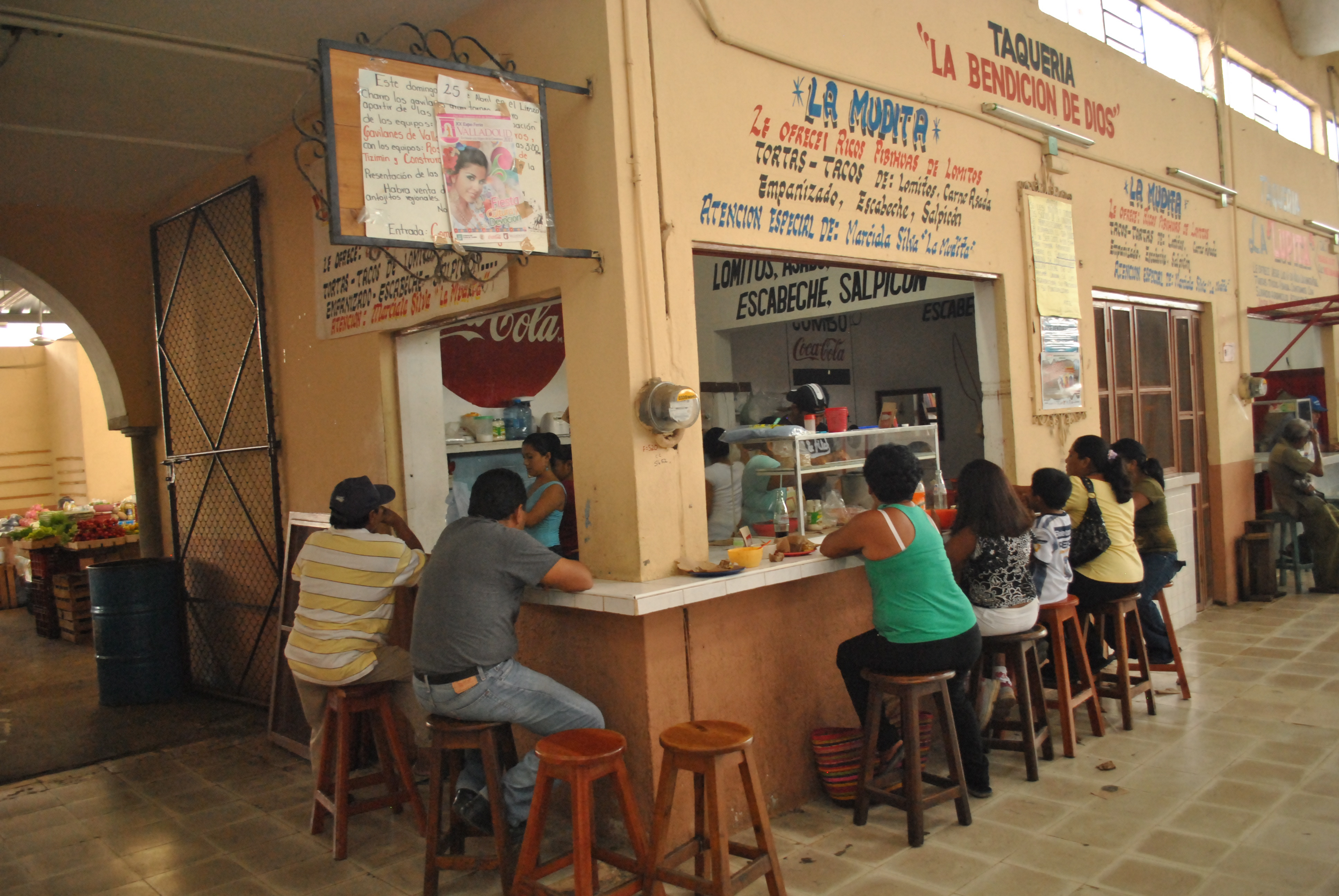
Lonchería tradicional en Valladolid, Yucatán.

- Pescado en Tikin Xic: Pescado aderezado con naranja agria, achiote, chile xcatik, cebolla morada, orégano, cerveza, sal y pimienta. Se envuelve en hojas de plátano y se pone a las brasas hasta que la carne esté suave.[19] Se prepara en toda la costa yucateca y es un plato muy popular en el estado de Quintana Roo.
- Pan de cazón: Alimento que se prepara con tortillas y carnes de cazón, acompañado de salsa de frijoles, salsa de tomate y chile habanero. Este tipo de plato puede ser consumido por distintos tipos de carnes de pescado.[20] y su origen se remonta al estado de Campeche, siendo ampliamente consumido en la costa peninsular.
- Sandwichón: Plato dulce y salado, preparado con pan de molde y aderezado con una pasta preparada con una mezcla de quesos, Escabeche oriental o paté con queso y carnes frías. Es Tradicional en las Fiestas infantiles, en fiestas en general y en Navidad. Este platillo es una creación de don Petronilo Vázquez Madera, quien creó el plato en 1949.[21]

## Recados

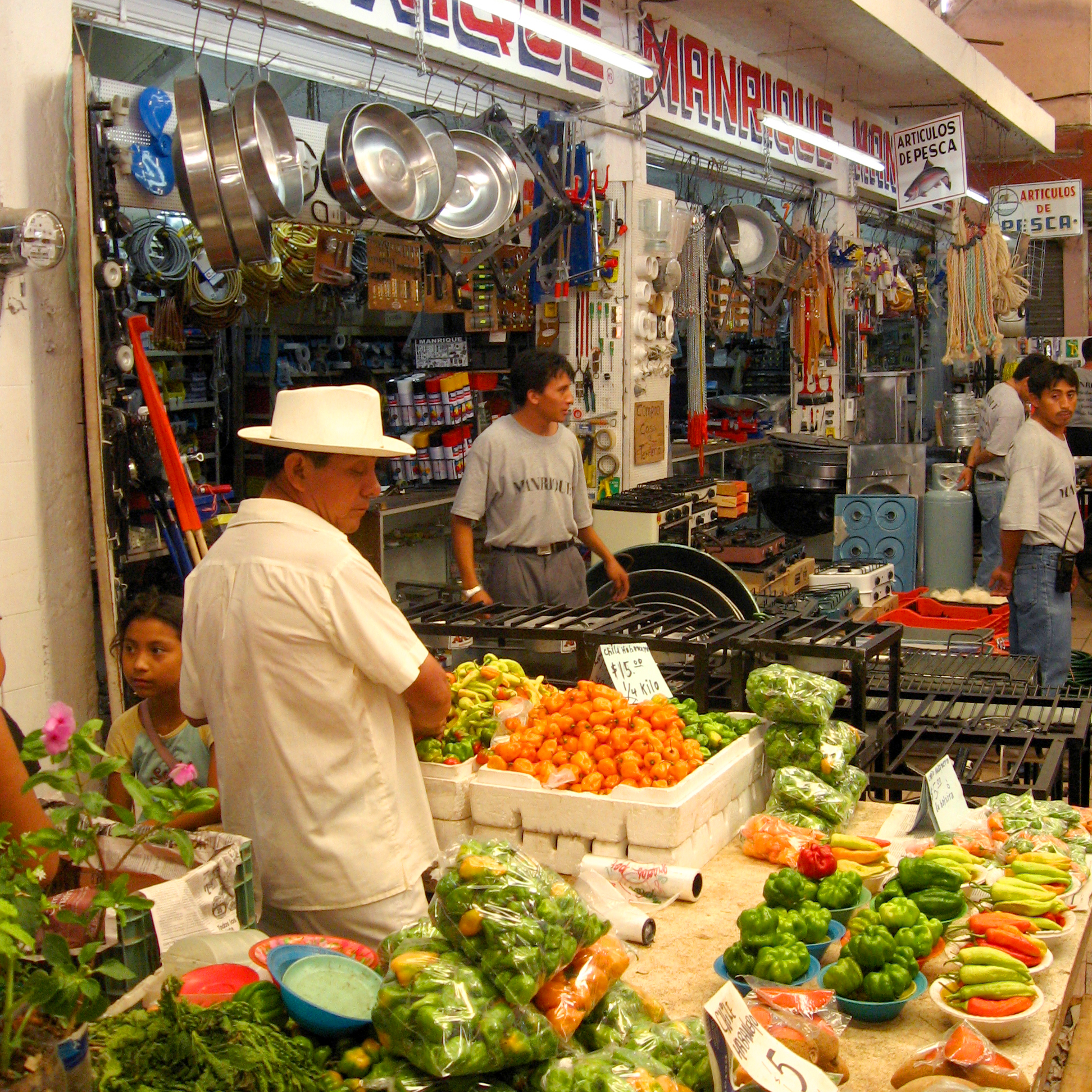
Un mercado típico de Yucatán.

En Yucatán se le denomina "recado" a una preparación (en pasta o polvo) producto de la molienda y posterior mezclado de diversas especias, con el objetivo de obtener un sazonador que le aporte sabor e identidad a un platillo específico. Semánticamente, la palabra recado tiene un uso diferente a lo que en otras partes de Hispanoamérica se conoce como recaudo y esta diferencia semántica refleja la diferencia culinaria entre dichas preparaciones. Los recados yucatecos son - como toda la cocina yucateca - una mezcla ecléctica de ingredientes, ya que lo mismo pueden incluir especias de origen local como el achiote y la pimienta de tabasco, como importadas como el ajo, cebolla y canela. Tradicionalmente, los recados son adquiridos en mercados, donde son elaborados de manera artesanal usando metates, molinos de especias y comales. También existen los recados industrializados, que tienen la ventaja de poder ser conservados por más tiempo y exportados. 
Algunos de los principales recados yucatecos son:

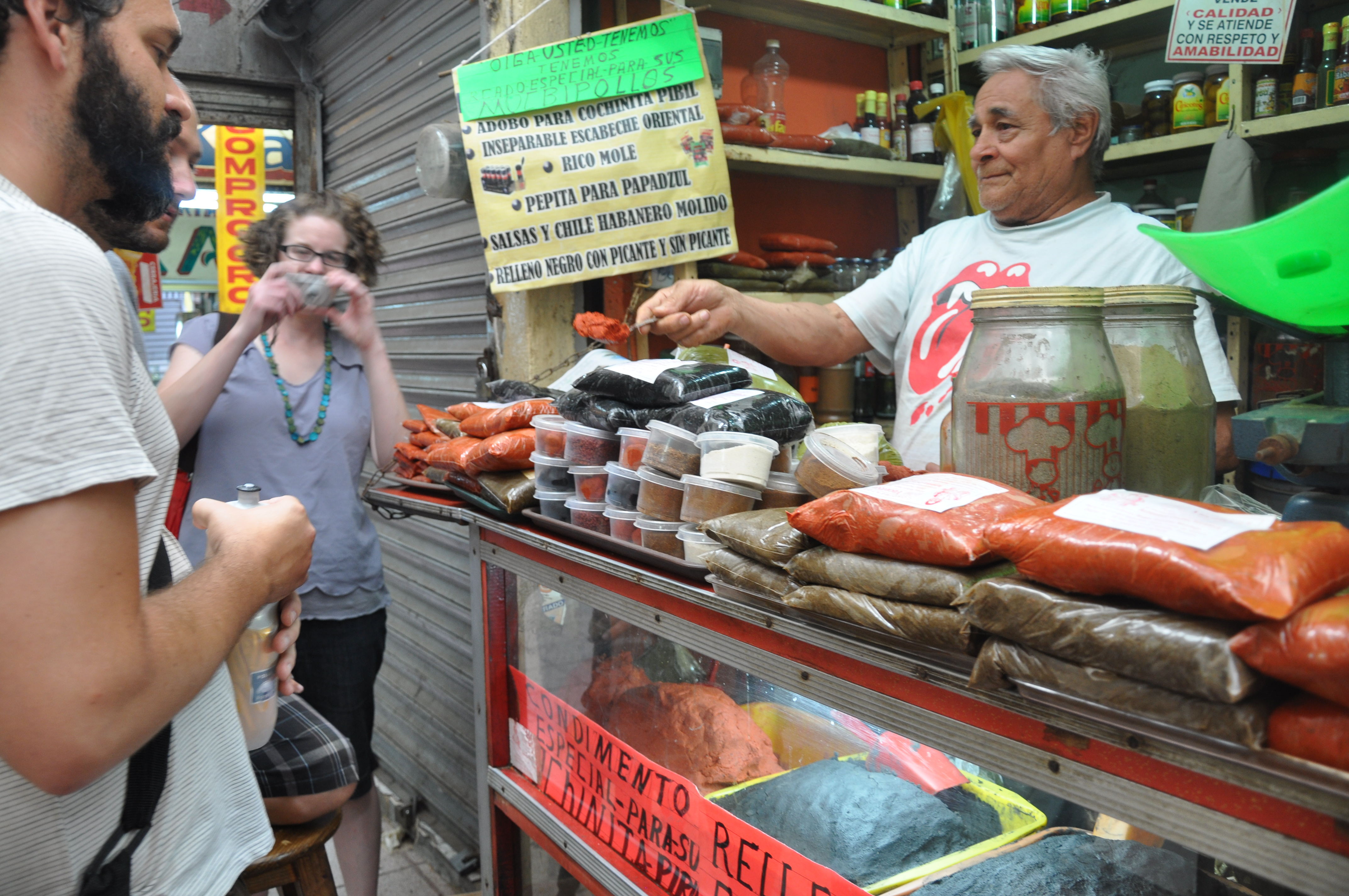
Un vendedor de recados.

- Recado Rojo. Mezcla en la que el ingrediente preponderante es el achiote, este recado aporta acidez y se usa principalmente en carnes, siendo su uso más popular en la preparación de la cochinita pibil (aunque en algunos casos se elabora un recado especial para este plato)

- Recado blanco o para puchero. Incluye pimienta de castilla, ajo, clavo, comino y cilantro. Es usado específicamente para caldos de un sabor no tan intenso.

- Recado mechado. Se usa específicamente para preparar pavo o pollo en "mechado" con cebolla y chile x'catik. Incluye canela, comino, clavo y ajo, entre otros.

- Recado negro. Se trata de una mezcla de pimientas, ajo, achiote, orégano, comino, epazote a las que se les agregan tortillas y chiles secos carbonizados, hasta obtener una masa homogénea de un color negro intenso, muy aromático y de sabor fuerte.[24]

- Recado para papadzules. Es una mezcla de pepita menuda de calabaza molida y una infusión de epazote. Como su nombre lo indica, es usado exclusivamente en la preparación de este plato.

## Bebidas
La cocina yucateca cuenta con algunas bebidas específicas de la región, entre las que destacan:

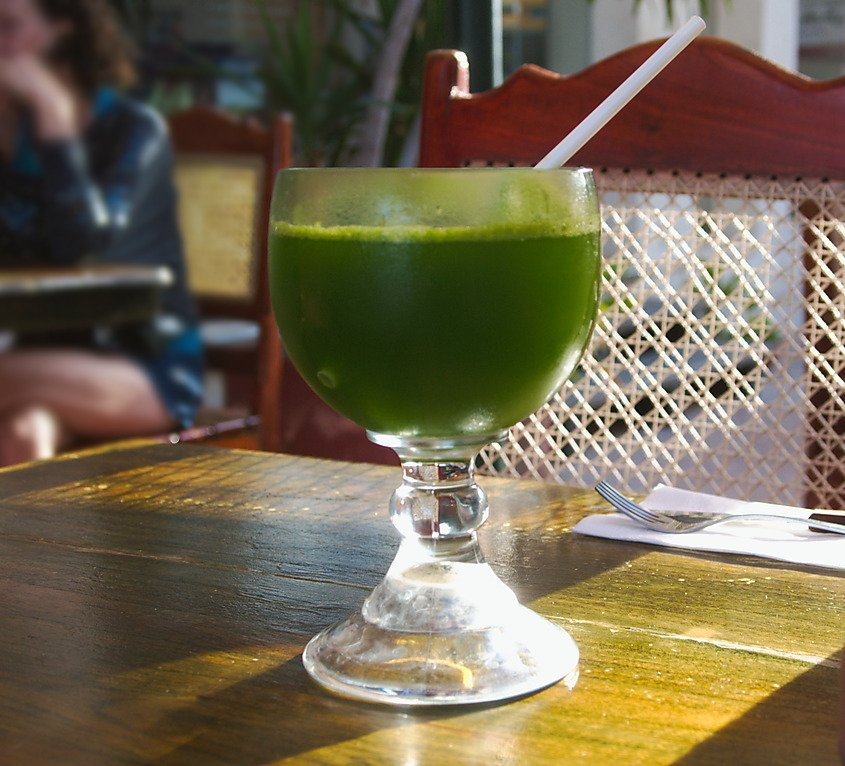
Agua de Chaya

- Pozole. En el contexto de la cocina yucateca, por "pozole" se entiende una preparación líquida hecha de maíz blanco nixtamalizado. Tradicionalmente, el pozole era el alimento de los campesinos mayas que pasaban el día trabajando en su milpa, ya que además de calmar la sed, los asientos de esta son comestibles, lo que permitía a los campesinos aplacar el hambre y la sed con la misma vianda.[25] Actualmente, el pozole puede ser comprado en mercados o con vendedores pregoneros que circulan a diario por las ciudades y pueblos de la región.[26] Se consume con hielo y se adereza al gusto del cliente, ya sea usando chile habanero y sal o "dulce", con azúcar y coco rallado. A diferencia del Pozol de Tabasco o Chiapas, en Yucatán no se le agrega cacao.
- Agua de Chaya. Bebida refrescante preparada con hojas de chaya, misma que puede ser complementada con jugo de piña o pepino y azúcar. Es una bebida saludable, alta en el hierro, fibra, calcio, potasio, vitaminas A y C.[27]

- Xtabentún. Destilado con raíces prehispánicas. Debe su nombre a la flor homónima con la que se elabora (significando "liana que crece entre piedras") y tradicionalmente es endulzado con miel de abeja,  teniendo un sabor similar al del licor de anís. Esta bebida está ligada a una leyenda local, en la cual una mujer hermosa intoxicaba a los hombres con su fragancia y encantos hasta hacerlos perder la razón, justo como el Xtabentún mismo.[28]

## Dulces y postres

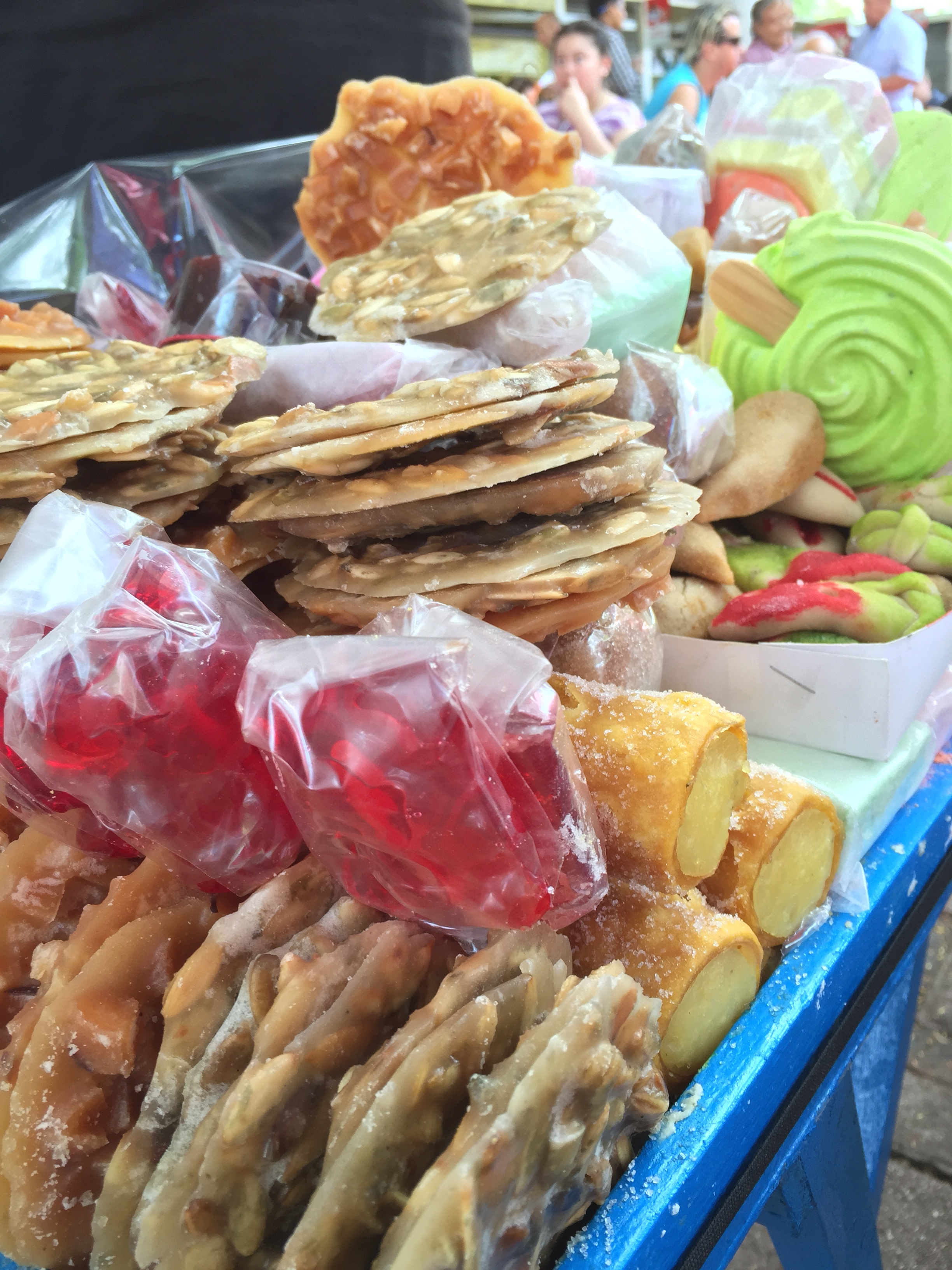
dulces típicos de Yucatán.

Algunos dulces y postres típicos de la cocina yucateca son:
- Zapotitos. Dulces elaborados con pasta de pepita de calabaza y azúcar, espolvoreados con canela en polvo y pintados y decorados en diversas formas. Son un dulce tradicional en el Hanal Pixan.

- Conservas de frutas en almíbar o licor. Entre estas están las conservas de cocoyol, papaya, ciricote y nance.

- Caballero pobre. Dulce elaborado basándose en pan tipo francés, endulzado con almíbar y aderezado con pasitas y canela.[30]

- Palanquetas dulces de pepita y cacahuate.

- Manjar Blanco. Se trata de una especie de pudín de leche y fécula de maíz endulzada y sazonada con canela.[31]

- Marquesitas. Uno de los postres yucatecos de más proyección a nivel nacional, las marquesitas son una especie de crepas (de textura y preparación similar a los barquillos dulces, usados en helado) enrolladas y rellenas tradicionalmente de queso de bola edam (aunque se ofrecen también con rellenos diversos como nutella y mermeladas).[32] Este postre tiene una historia relativamente moderna, ya que fue inventado en 1945 por Don Vicente Mena Muñoz ("Polito") heladero de profesión, quien buscando una manera de no perder clientes en invierno, desarrolla la base de lo que sería este popular postre yucateco.[33]